# Kamikoani (Akita)
Kamikoani (上小阿仁村 Kamikoani-mura?) es una villa localizada en la prefectura de Akita, Japón. En octubre de 2018 tenía una población de 2.171 habitantes y una densidad de población de 8,46 personas por km². Su área total es de 256,72 km².

## Geografía

### Municipios circundantes
- Prefectura de Akita
  - Akita
  - Kitaakita
  - Noshiro
  - Mitane
  - Gojōme

## Demografía
Según datos del censo japonés, la población de Kamikoani ha disminuido en los últimos años.
| Año del censo | Población |
| ------------- | --------- |
| 1995          | 3.553     |
| 2000          | 3.369     |
| 2005          | 3.107     |
| 2010          | 2.727     |
| 2015          | 2.381     |